# Elecciones regionales de Piura de 2002
Las elecciones regionales de Piura de 2002 se llevaron a cabo el 17 de noviembre de 2002 para elegir al presidente regional, al vicepresidente regional y al Consejo Regional para el periodo 2003-2007. La elección se celebró simultáneamente con elecciones regionales y municipales (provinciales y distritales) en todo el Perú.

## Sistema electoral
El Gobierno Regional de Piura es el órgano administrativo y de gobierno del departamento de Piura. Está compuesto por el presidente regional, el vicepresidente regional y el Consejo Regional.
La votación del presidente, vicepresidente y consejo regional se realiza en base al sufragio universal, que comprende a todos los ciudadanos nacionales mayores de dieciocho años, empadronados y residentes en el departamento de Piura y en pleno goce de sus derechos políticos.
El Consejo Regional de Piura está compuesto por 8 consejeros elegidos por sufragio directo para un período de cuatro (4) años, en forma conjunta con la elección del presidente regional. La votación es por lista cerrada y bloqueada. Se asigna a la lista ganadora los escaños según el método d'Hondt o la mitad más uno, lo que más le favorezca.

## Partidos y candidatos
A continuación se muestra una lista de los principales partidos y alianzas electorales que participaron en las elecciones:
| Candidatura | Candidatura | Partidos y alianzas | Candidatos | Candidatos               | Ideología                                                          | Ref. |
| ----------- | ----------- | --- | ---------- | ------------------------ | ------------------------------------------------------------------ | ---- |
|             | APRA        | Lista - Partido Aprista Peruano (APRA) |            | César Trelles Lara       | Aprismo                                                            |      |
|             | AP          | Lista - Acción Popular (AP) |            | Luis Pella Granda        | Humanismo Nacionalismo cívico Reformismo                           |      |
|             | PP          | Lista - Perú Posible (PP) |            | Juan Castagnino Lema     | Socioliberalismo Democracia liberal Tercera vía                    |      |
|             | SP          | Lista - Somos Perú (SP) |            | Ernesto Cortés Riofrío   | Democracia cristiana Conservadurismo social                        |      |
|             | UN          | Lista - Unidad Nacional (UN) – Partido Popular Cristiano (PPC) – Solidaridad Nacional (SN) – Renovación Nacional (RN) – Cambio Radical (CR) |            | Armando Burneo Seminario | Democracia cristiana Conservadurismo Neoliberalismo                |      |
|             | MNI         | Lista - Movimiento Nueva Izquierda (MNI) |            | Antonio Bravo Barreto    | Marxismo-leninismo Mariateguismo Socialismo democrático            |      |
|             | APP         | Lista - Alianza para el Progreso (APP) |            | Jorge Benites Pereyra    | Liberalismo económico Conservadurismo liberal Populismo de derecha |      |
|             | FD          | Lista - Fuerza Democrática (FD) |            | Segundo Rodríguez Añazco | Reformismo                                                         |      |
|             | P           | Lista - Primero Perú (P) |            | Ángel Cueva Quezada      |                                                                    |      |

## Resultados

### Sumario general
|                        |                                  |              |              |              |            |            |  |  |
| Partidos y coaliciones | Partidos y coaliciones           | Voto popular | Voto popular | Voto popular | Consejeros | Consejeros |  |  |
| Partidos y coaliciones | Partidos y coaliciones           | Votos        | %            | ±pp          | Total      | +/−        |  |  |
|                        | Partido Aprista Peruano (APRA)   | 174,114      | 28.25        | n/a          | 5          | n/a        |  |  |
|                        | Perú Posible (PP)                | 127,550      | 20.70        | n/a          | 2          | n/a        |  |  |
|                        | Alianza para el Progreso (APP)   | 90,588       | 14.70        | n/a          | 1          | n/a        |  |  |
|                        | Somos Perú (SP)                  | 60,812       | 9.87         | n/a          | 0          | n/a        |  |  |
|                        | Acción Popular (AP)              | 53,168       | 8.63         | n/a          | 0          | n/a        |  |  |
|                        | Unidad Nacional (UN)             | 47,799       | 7.76         | n/a          | 0          | n/a        |  |  |
|                        | Fuerza Democrática (FD)          | 33,928       | 5.51         | n/a          | 0          | n/a        |  |  |
|                        | Movimiento Nueva Izquierda (MNI) | 19,217       | 3.12         | n/a          | 0          | n/a        |  |  |
|                        | Primero Perú (P)                 | 9,132        | 1.48         | n/a          | 0          | n/a        |  |  |
|                        |                                  |              |              |              |            |            |  |  |
| Total                  | Total                            | 616,308      |              |              | 8          | ±0         |  |  |
|                        |                                  |              |              |              |            |            |  |  |
| Votos válidos          | Votos válidos                    | 616,308      | 84.71        | n/a          |            |            |  |  |
| Votos en blanco        | Votos en blanco                  | 65,194       | 8.96         | n/a          |            |            |  |  |
| Votos nulos            | Votos nulos                      | 46,086       | 6.33         | n/a          |            |            |  |  |
| Votos emitidos         | Votos emitidos                   | 727,588      | 85.70        | n/a          |            |            |  |  |
| Abstenciones           | Abstenciones                     | 121,387      | 14.30        | n/a          |            |            |  |  |
| Votantes registrados   | Votantes registrados             | 848,975      |              |              |            |            |  |  |
|                        |                                  |              |              |              |            |            |  |  |
| Fuente:                |                                  |              |              |              |            |            |  |  |

### Autoridades electas
| Cargo                            | Autoridad electa | Autoridad electa           | Partido político | Partido político         |
| -------------------------------- | ---------------- | -------------------------- | ---------------- | ------------------------ |
| Presidente Regional de Piura     |                  | César Trelles Lara         |                  | Partido Aprista Peruano  |
| Vicepresidente Regional de Piura |                  | Eduardo Mendoza Seminario  |                  | Partido Aprista Peruano  |
| Consejera Regional de Piura      |                  | Dorcy Niño Rivas           |                  | Partido Aprista Peruano  |
| Consejero Regional de Piura      |                  | Ramón Celi Soto            |                  | Partido Aprista Peruano  |
| Consejera Regional de Piura      |                  | Gloria Calle Ato           |                  | Partido Aprista Peruano  |
| Consejero Regional de Piura      |                  | Félix Talledo Arámbulo     |                  | Partido Aprista Peruano  |
| Consejero Regional de Piura      |                  | Jorge Agurto Mogollón      |                  | Partido Aprista Peruano  |
| Consejera Regional de Piura      |                  | Eliana Córdova de González |                  | Perú Posible             |
| Consejero Regional de Piura      |                  | Eduardo Labán Elera        |                  | Perú Posible             |
| Consejero Regional de Piura      |                  | Gil Ipanaqué Sánchez       |                  | Alianza para el Progreso |